# Радование
Радование (Радованье) — упразднённый посёлок, существовавший в XX веке на территории Дмитровского района Орловской области. Входил в состав Горбуновского сельсовета.

## География
Располагался в 6 км к юго-востоку от Дмитровска. Состоял из одной улицы, протянувшейся с северо-востока на юго-запад. Ближайшие, ныне существующие населённые пункты — село Брянцево и деревня Мошки.

## История
В 1926 году в посёлке было 9 дворов, проживало 70 человек (39 мужского пола и 31 женского). В то время Радование входило в состав Соломинского сельсовета Лубянской волости Дмитровского уезда. Позже передано в состав Горбуновского сельсовета. В 1937 году в посёлке было 16 дворов, действовала школа. Во время Великой Отечественной войны, с октября 1941 года по август 1943 года, находился в зоне немецко-фашистской оккупации. Неудачная попытка освободить посёлок была предпринята в начале марта 1943 года. 2—4 марта на правом фланге против 65-й советской армии Центрального фронта в интенсивных боях за Радование сражались батальоны 5-го пехотного полка территориального ополчения Локотского самоуправления. Советские воины, павшие в боях за посёлок, после войны были перезахоронены в братской могиле в деревне Горбуновке. На войне погиб житель Радования Павлюшин Дмитрий Алексеевич (1919—1942).
По состоянию на 1945 год крестьянские хозяйства посёлка относились к колхозу «Красный Восход». В 1965 году ещё значился в справочнике по административно-территориальному делению Орловской области. Упразднён 8 июля 1970 года.

## Население
| 70 |